# The Coast Guard
Pour plus de détails, voir Fiche technique et Distribution.
The Coast Guard (해안선, Haeanseon) est un film sud-coréen réalisé par Kim Ki-duk, sorti en 2002.

## Synopsis
Depuis la fin des hostilités de la guerre de Corée, les côtes de Corée du Sud sont une zone militaire, interdite aux civils, et surveillée nuit et jour par des unités spécialisées de l'armée, les gardes-côtes (coast guard en anglais). Une nuit, un appelé croyant voir un espion nord-coréen, abat un jeune homme qui avait suivi sa petite amie.

## Fiche technique
- Titre : The Coast Guard
- Titre original : 해안선 (Haeanseon)
- Réalisation : Kim Ki-duk
- Scénario : Kim Ki-duk
- Production : Lee Seung-jae
- Musique : Jang Yeong-gyu
- Photographie : Baek Dong-hyeon
- Montage : Kim Seon-min
- Pays d'origine : Corée du Sud
- Langue : coréen
- Format : Couleurs - 1,85:1 - Dolby Digital - 35 mm
- Genre : Espionnage et drame
- Durée : 94 minutes
- Date de sortie : 14 novembre 2002 (festival de Pusan), 22 novembre 2002 (Corée du Sud), 1er septembre 2004 (France)
- Film interdit aux moins de 12 ans lors de sa sortie en France

## Distribution
- Jang Dong-gun : Kang Sang-byeong
- Kim Jeong-hak : Kim Sang-byeong
- Yu Hae-jin : Cheol-gu
- Park Ji-ah : Mi-yeong
- Jeong Jin
- Ji Tae-han
- Kim Gang-wu
- Kim Tae-wu

## Autour du film
- La première projection française eu lieu le 9 mars 2004 au Festival Cinéma d'Alès - Itinérances, suivi le 11 mars 2004 par celle du Festival du film asiatique de Deauville.

## Récompenses
- Nomination au prix du meilleur réalisateur lors du Festival international du film de Karlovy Vary 2003.
- Prix FIPRESCI, Prix NETPAC et Prix de la ville de Karlovy Vary lors du festival du même nom.